# Addicted (album Sizzli)
Addicted – czterdziesty drugi album studyjny Sizzli, jamajskiego wykonawcy muzyki reggae i dancehall.
Płyta została wydana 25 marca 2008 roku przez niewielką jamajską wytwórnię Drop Di Bass Records.

## Lista utworów
1. "Someone To Love"
2. "Addicted"
3. "So Much for Love"
4. "Love Is Forever"
5. "True Love" feat. Calibe
6. "The One You Love" feat. Calibe
7. "Excess of Love"
8. "Hottest Girl"
9. "Take It Off"
10. "Don't Be Fed Up" feat. Calibe
11. "Ganja"
12. "Frigg Ya" feat. Spragga Benz
13. "Number One" feat. Spragga Benz
14. "Come Home" feat. Spragga Benz, Calibe & Patri